# بوب راسيل (ملحن)
بوب راسيل (بالإنجليزية: Bob Russell)‏ هو ملحن وكاتب أغاني أمريكي، ولد في 25 أبريل 1914 في باسيك في الولايات المتحدة، وتوفي في 18 فبراير 1970 في بيفرلي هيلز في الولايات المتحدة بسبب لمفوما.

## وصلات خارجية
- بوب راسيل على موقع IMDb (الإنجليزية)
- بوب راسيل على موقع ميوزك برينز (الإنجليزية)
- بوب راسيل على موقع ديسكوغز (الإنجليزية)
- بوب راسيل على موقع ديسكوغز (الإنجليزية)